# Ramón Acín
Ramón Acín Aquilué (Huesca, 30 agosto 1888 – Huesca, 6 agosto 1936) è stato un pittore, scrittore, anarchico, insegnante, poeta, produttore cinematografico, scultore spagnolo.

## Biografia
Amico di Luis Buñuel, fu assassinato, assieme a sua moglie Conchita, mediante fucilazione dalle truppe fasciste di Francisco Franco durante la guerra civile spagnola.
Con Buñuel fu co-produttore del film Terra senza pane. Nel 1937 fu pubblicato Vida y Muerte de Ramón Acín, scritto dall'autore anarchico Felipe Alaiz e illustrato da Luis García Gallo.